# 金英植 (1928年)
金英植（韓語：김영식，1928年8月2日—1981年6月16日），北韓政治人物，曾任職朝鮮勞動黨中央委員會組織指導部副部長、最高人民會議代議員和駐捷克斯洛伐克大使。

## 生平
金英植出生於平壤市，教育水平只有小學程度。1948年，他在電機工場當部長。同年，加入朝鮮人民軍。隨後，被任命為龍岡郡軍事委員會委員。1950年，調織遷至溫泉郡軍事委員會當組織指導部科長，後晉升為部長。1957年，被提拔為平安南道黨委員會組織指導部的副部長。兩年後升為部長。1965年，成為平安南道人民委員會委員長。1967年的最高人民會議選舉中，他當選為代議員。1969年，被委派到捷克斯洛伐克當領使。1972年，已經返國的他獲委任為黨中央組織指導部副部長。
1981年6月16日，金英植離世，死因不明，後被葬在愛國烈士陵。

## 資料來源
1. 1 2 3 4 5 6  .   [2014-03-10]. （原始内容存档于2015-09-24）.